# IS-3
L'IS-3 ou JS-3 (IS étant l'abréviation de « Iosif Stalin-3 », en russe : « «Иосиф Сталин-3 », Joseph-Staline-3) est un char lourd soviétique apparu à la fin de la Seconde Guerre mondiale sans qu'il n'ait eu le temps de prendre une part active aux combats. Succédant à l'IS-2, il s'agit du troisième char de la série des chars lourds IS. On a pu le voir pour la première fois lors du défilé militaire du 7 septembre 1945, au cours duquel il impressionna les puissances occidentales par sa tourelle en forme de bol renversé et sa caisse, particulièrement bien profilée.

## Histoire

### Genèse
Dès que les premiers chars lourds IS-2 commencèrent à sortir de la chaîne de montage, la décision no 5583 du Comité de Défense de l'État, demandant un successeur à l'IS-2 (devant porter l'appellation d'IS-3) fut actée le 8 avril 1944. 
La décision no 5583 partait du fait établi en début 1944 que l'IS-2 n'était pas en mesure de résister aux tirs du canon de 88 mm du Tigre I en deçà de 1 000 m-1 200 m et au 75 mm du Panther en deçà de 900 m-1 000 m. 
Le développement du futur IS-3 (nom de code : Objet 703) a été attribué à deux bureaux d'études de Tcheliabinsk : celui de l'usine no 100 dirigé par Joseph Kotine et celui de l’usine Kirov (relocalisée à Tcheliabinsk) dirigé par Nikolaï Doukhov.
Il faut remarquer qu'un autre prototype de char lourd, développé par l'usine Kirov avait également reçu, à l'époque, l'appellation d'IS-3 ; l'Objet 244, un IS-2 ré-armé avec un canon long D-5T-85-BM de 85 mm à haute vitesse initiale, son développement ne sera pas poursuivi.

### Prototypes
Le prototype conçu par l'usine no 100 était semblable à l'IS-2 à l'exception de son glacis, incliné et formé de deux tôles d'acier à blindage soudées entre-elles longitudinalement lui donna une forme spécifique lui valant le surnom de nez de brochet. Contrairement à l'IS-2, le conducteur disposait d'un volet d'accès, surplombant le glacis.
Les essais du prototype de l'usine no 100 eurent lieu le 28 octobre 1944, ils révélèrent des problèmes au niveau du train de roulement. En novembre, des essais sur piste dans le cadre d'un parcours de 1 000 km révéla des problèmes techniques au niveau du moteur et de la boîte de vitesses.
Le prototype de l'usine Kirov, quant à lui, était basé sur les retours d'expériences issus du développement des prototypes Objet 244, Objet 245 et Objet 248 mais se démarquait par sa nouvelle tourelle, dessinée par G.V. Kroutchenykh, elle était aplatie ses formes hémisphériques rappelaient un bol retourné. Dans un effort de réduction du poids du char, les flancs de la caisse étaient également inclinés vers l'intérieur afin de réduire le volume interne.
Les essais du prototype de l'usine Kirov, baptisé Kirovets-1 eurent lieu du 18 au 24 décembre 1944, les performances du prototype furent jugées satisfaisantes par les autorités militaires. Néanmoins, afin de réduire l'effort mécanique, son moteur diesel V-11 de 620 chevaux dû être remplacé par le moteur V-2-IS de 520 CV, nécessitant un allongement du compartiment moteur.
En parallèle aux essais, L'institut de métallurgie d'Iekaterinbourg (TsNII-48) entreprit une étude comparative visant à combiner les meilleurs atouts des deux prototypes ; le glacis du premier, la tourelle et les bords inclinés de la caisse du second.
Cette combinaison amena, le 16 décembre 1944, à une décision (ordre no 729) d'entamer la construction de 10 chars IS-3 de présérie pour le 25 janvier 1945. 
Le 20 février 1945, le troisième IS-3 fut envoyé à Koubinka pour participer à des essais organisés par le gouvernement soviétique.

### Problèmes techniques
À cause de problèmes divers engendrés par la production prématurée du char d'assaut IS-3, ce dernier n'est pas prêt même à la fin de la guerre en Europe le 8 mai 1945, participant seulement le 7 septembre de la même année au défilé de l'Armée rouge dans Berlin, en complément des 52 IS-2 de la 2e armée blindée de la Garde.

### L'IS-3M
Entre 1948 et 1952, un projet de modernisation de l'IS-3 est lancé, avec pour but d'éliminer ses défauts les plus importants. De fait, son blindage est renforcé ainsi que les essieux et le support du moteur. En 1951, la fabrication de l'IS-3 cesse définitivement avec un total de 2 311 exemplaires construits jusqu'à cette date (d'autres sources bibliographiques avancent le nombre de 1 800 unités).
L'exportation de l'IS-3 semble avoir été minime. Deux unités furent par exemple envoyées en Pologne pour se familiariser avec ce nouveau char et pour l'entretenir. Par ailleurs, une unité supplémentaire fut donnée à la Tchécoslovaquie. Deux régiments furent déployés en Corée du Nord durant la guerre de Corée. 100 IS-3 de plus furent vendus par l'URSS à l'Égypte à la fin des années 1950 mais la majorité des chars IS-3 et IS-3M furent livrés entre 1962 et 1967.

## Caractéristiques techniques
Le char lourd IS-3 possède une conception tout à fait nouvelle pour son époque. Avec une masse supérieure de 2,5 tonnes à son prédécesseur, le char IS-2, l'IS-3 est plus bas et roule donc plus près du sol. Par ailleurs, il se révèle mieux protégé que son homologue. Le point le plus marquant dans sa conception réside dans sa partie frontale ainsi que sa tourelle. En effet, ce sont à ces endroits que prédominent les angles abrupts. Le blindage avant du char est en effet très incliné, en diagonale et se termine en coin, ce qui permet de protéger ce dernier des obus ennemis qui ricochent sur les côtés du char et non vers le blindé lui-même. Sa tourelle, trapue, présente une forme ronde qui offre un haut degré de protection pour ce qui se faisait à l'époque en matière de tourelles. La nouvelle tourelle du char IS-3 ainsi que le nouveau design de la coque font que le char IS-3 est plus petit que les modèles précédents. Cette particularité rend plus difficile pour les autres chars de le viser.

## Armement

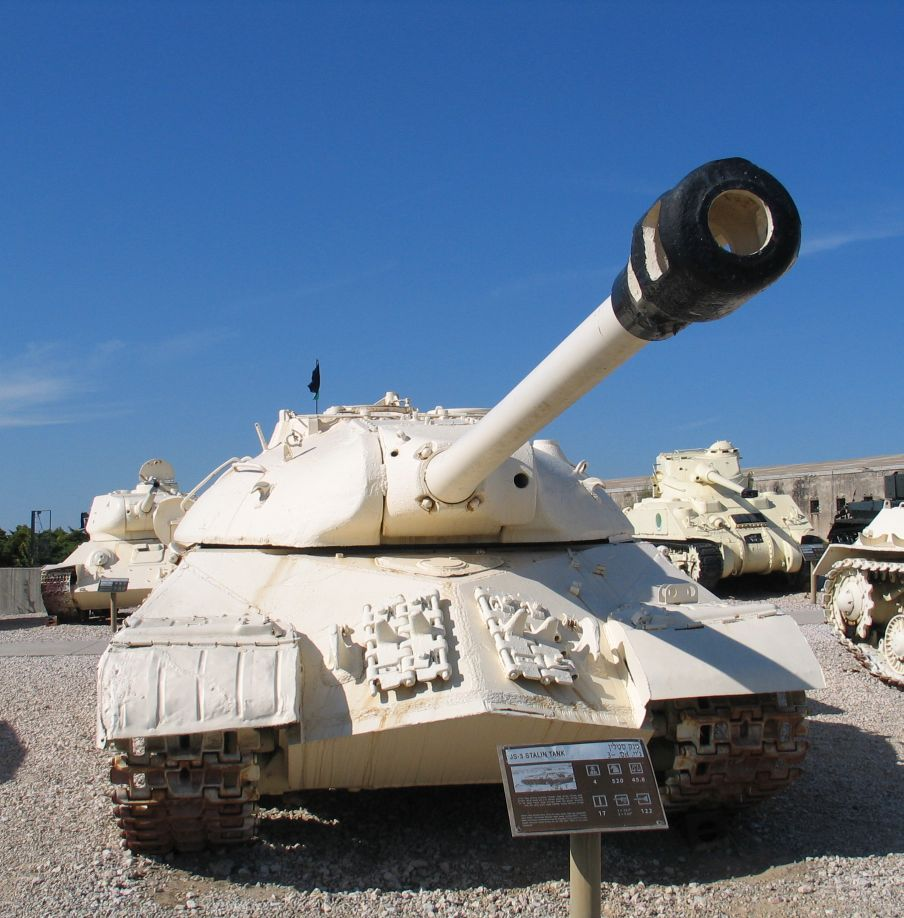
Un IS-3M égyptien saisi par l’État d'Israël et exposé aujourd'hui au musée Yad La-Shiryon en Israël.

Le char IS-3 était équipé du puissant canon rayé D-25T de calibre 122 mm d'origine soviétique qui pouvait projeter des obus à une vitesse initiale de 700  à   800 mètres par seconde, lequel était déjà employé par le char IS-2. La vitesse initiale des projectiles du char IS-3 était inférieure à celle de la majorité des canons allemands, cependant compensée par leur masse plus importante : le calibre 122 mm est nettement plus gros que les calibres 88 mm et 75 mm, les plus fréquemment retrouvés au sein de l'armée allemande. La lourdeur des projectiles de 122 mm libérait une énergie cinétique de 820 kilojoules (kJ) contre 520 kJ pour les canons de 88 mm allemands.
La masse de l'obus tiré par le canon D-25T avoisine les 25 kg, ce qui se révèle très efficace quand il est tiré contre les parties moins ou non protégées des chars ennemis mais également par rapport aux plus petits calibres. Cependant, le gros calibre de cet obus joint à la petite tourelle équipant l'IS-3 et le peu d'espace intérieur du char ne permettent pas à ce dernier de transporter un grand nombre de ces projectiles. En effet, le nombre maximum d'obus que peut transporter l'IS-3 se réduit à 28 projectiles, tout comme pour l'IS-2, ce qui n'apporte pas d'amélioration sur ce point. Par ailleurs, les munitions employées sont constituées d'un noyau dur, ce qui affecte considérablement la cadence du tir de projectile de par sa lourdeur, à tel point que seulement 2 à 3 tirs peuvent être exécutés en moyenne par minute avec un maximum de 6 tirs pour un équipage particulièrement expérimenté, alors que pour un T-34/85, on est au-dessus des 6 à 8 tirs par minute et jusqu'à 10 pour un Tigre II allemand dans le même temps.
Bien souvent le char IS-3 fut critiqué pour cette faible capacité en munitions, mais les concepteurs et constructeurs soviétiques jugèrent que, tout comme pour son frère l'IS-2, 28 projectiles étaient suffisants pour toute la durée d'une offensive, bien que durant les combats urbains dans Berlin en avril et mai 1945, les chars IS-2 déployés alors utilisèrent parfois jusqu'à trois fois plus de munitions que ceux-ci ne pouvaient en contenir.
| Munition | Type                                                     | Incidence | Pénétration du projectile (en mm) | Pénétration du projectile (en mm) | Pénétration du projectile (en mm) | Pénétration du projectile (en mm) |
| Munition | Type                                                     | Incidence | à 500 m                           | à 1 000 m                         | à 1 500 m                         | à 2 000 m                         |
| -------- | -------------------------------------------------------- | --------- | --------------------------------- | --------------------------------- | --------------------------------- | --------------------------------- |
| BR 471   | boulet perforant non-coiffé                              | 0°        | 150                               | 130                               | 115                               | 100                               |
| BR 471   | boulet perforant non-coiffé                              | 30°       | 120                               | 105                               | 95                                | 80                                |
| BR 471B  | boulet perforant coiffé d'une fausse ogive aérodynamique | 0°        | 155                               | 145                               | 135                               | 125                               |
| BR 471B  | boulet perforant coiffé d'une fausse ogive aérodynamique | 30°       | 125                               | 120                               | 110                               | 100                               |
| BR 471D  | muni d'une coiffe de pénétration sous la fausse ogive    | 0°        | 185                               | 170                               | 155                               | 145                               |
| BR 471D  | muni d'une coiffe de pénétration sous la fausse ogive    | 30°       | -                                 | 150                               | 140                               | 125                               |

Comme il a été précisé auparavant, la masse des projectiles influe beaucoup sur leur puissance. L'inclinaison des blindages fait ricocher les obus ennemis ou réduit considérablement leur pénétration. Mais plus le projectile est pesant, moins il a de chances de rebondir sur les blindages. Ainsi, les Soviétiques préféraient doter leurs chars de canons pouvant tirer de lourds obus. En effet, dans notre cas, l'obus de 122 mm et de 25 kg qui était utilisé par le canon de l'IS-3 avait davantage de probabilités de percer le blindage des chars et d'y causer plus de dégâts que les projectiles de 75 mm et 88 mm qui armaient les canons des chars allemands.De plus, les canons de calibre 122 mm soviétiques tiraient des obus suffisamment lourds pour que, du premier coup, sans même avoir percer le blindage mettre hors de combat l'équipage ou avec moins de chance l'étourdir du fait du choc provoqué.Les obus explosifs de ce calibre étaient aussi capables de détacher la tourelle de son châssis(on sait que c'était possible sur des blindés jusqu'au Tigre I, pas d'informations quant au Tigre II) à la seule force du souffle du projectile explosif.  
Quant à la précision du tir, l'IS-3 ne possédait pas de tourelleau pour permettre au chef de char d'orienter les tirs mais disposait cependant d'un périscope donnant une bonne visibilité. Le canon D-25T se révélait de bonne conception et d'une qualité appréciable. Il pouvait ainsi dévier jusqu'à 170 mm sur l'axe vertical et 270 mm sur l'axe horizontal, ce qui est beaucoup pour un canon de cette époque. Le canon D-25T se révélait en effet l'un des meilleurs de sa génération en ce qui concerne la précision et l'angle de tir. Il faut dire aussi que la masse de la munition utilisée aidait à obtenir ce degré élevé de précision.
Les systèmes de visée et la visibilité à l'intérieur de l'IS-3 étaient excellents. Depuis 1944, les concepteurs et constructeurs de chars soviétiques avaient fait de gros efforts et entrepris de réelles améliorations sur les systèmes de visée de leurs blindés.
Les amateurs et passionnés de chars de combat préconisaient davantage l'utilisation de projectiles perforants alors que les spécialistes en la matière assuraient que durant une guerre, bien plus d'obus explosifs étaient employés. Dans ce cas, l'IS-2 constituait une arme très efficace, car le gros calibre de son canon était l'idéal pour remplir des fonctions semblables à celles d'artillerie de soutien, tout comme pour le char SU-122 ou encore le ISU-122. Le char ISU-122 était en effet constitué du châssis de l'IS-2 et du canon D-25T. Quant au SU-122, il disposait d'un obusier M-30 de calibre 122 mm mais ce dernier était monté sur un châssis de T-34. Comparé au canon de calibre 88 mm allemand, le D-25T était 1,4 fois supérieur à ce dernier en ce qui concerne le calibre d'artillerie autopropulsée.
L'armement secondaire de l'IS-3 ne suit pas le sillage de son prédécesseur, enlevant 2 mitrailleuses et maintenant seulement une DT de 7,62 mm jointe à une DShK de calibre 12,7 mm antiaérienne.
L'IS-3 pouvait transporter jusqu'à 28 obus au total, dont 18 explosifs et 10 autres perforants. La munition antiblindage était peinte en noir et l'explosive en gris acier. Quant à l'armement des mitrailleuses, il se composait de 945 cartouches réparties dans 15 chargeurs indépendants, avec 5 ceintures de 50 cartouches chacune situées dans des différentes caisses de munitions.

## Protection

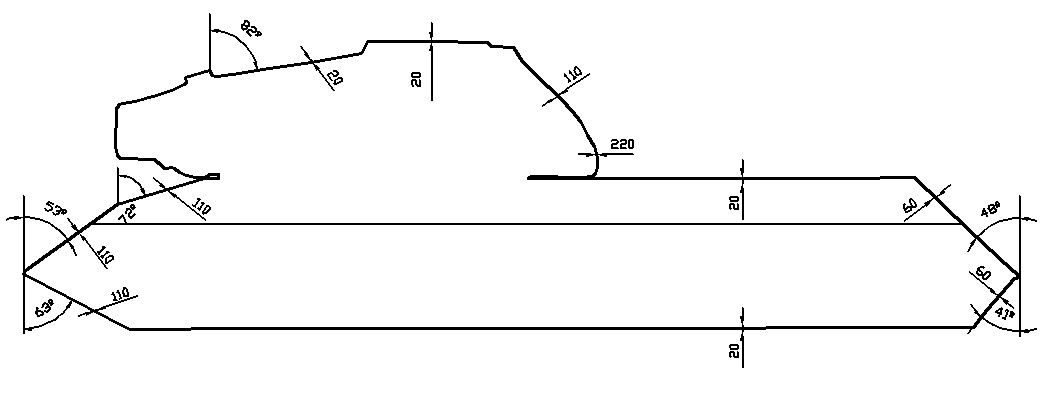
Schéma de profil montrant les différentes épaisseurs du blindage de l'IS-3.

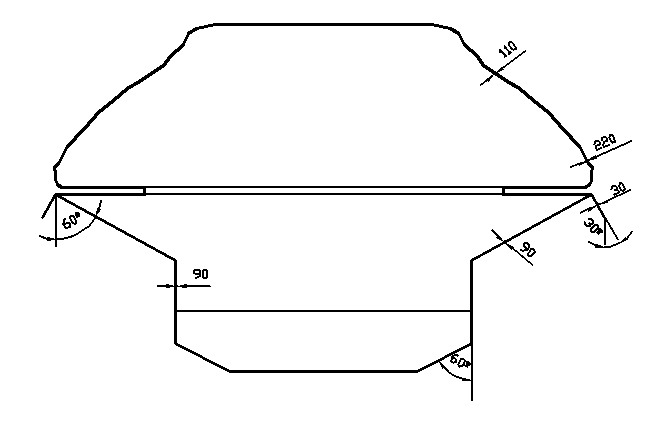
Esquisse informant des différences d'épaisseur de blindage du char IS-3.

Le char IS-2 avait démontré qu'il était bien protégé, mais malgré tout, les chercheurs soviétiques voulaient améliorer davantage ce blindage pour qu'il puisse résister aux tirs des fameux canons allemands de 88 mm. Pour cela, ils évaluèrent les parties les plus vulnérables du char et se penchèrent notamment sur la tourelle qui était la principale zone frappée par les impacts ennemis,. Pour cette raison fut conçue une tourelle de forme arrondie qui conservait un bon angle de tir pour les membres d'équipage assignés à l'utilisation du canon tout en étant protégée par 220 mm d'épaisseur de blindage sur toute la moitié inférieure de la tourelle et 110 mm sur la moitié supérieure. Cette différence d'épaisseur de blindage entre le haut et le bas de la tourelle avait une raison bien précise. En effet, en disposant plus de poids au bas de la tourelle, cela enclave mieux cette dernière à l'ensemble du char et ainsi, elle risque moins de sauter et de se détacher du reste du blindé au moment de recevoir un impact d'obus. C'est en effet ce qui se passa pour un Panzer V lors d'une séance d'essais à Koubinka. Sa tourelle se détacha littéralement du reste du char après avoir été touchée par un tir de canon D-25T. De plus, étant donné que la tourelle n'était pas totalement droite, l'angle d'impact variait et comme celle-ci avait été surélevée, l'angle était devenu plus important et de ce fait elle nécessitait moins d'acier en protection pour un résultat similaire.
La deuxième partie des chars de combat la plus touchée par les impacts est le blindage au niveau du châssis. Au lieu d'opter pour un blindage directement moulé en une seule partie, un seul bloc, les ingénieurs choisirent plutôt la pose successive de plaques en acier les unes au-dessus des autres et de les fondre ensemble par la suite. Le procédé se révélait en effet plus facile à produire pour les blindages de chars mais également pour les casques. Pour ce qui est de l'IS-3, il fut décidé de poser 110 mm d'épaisseur de blindage sur la partie frontale, la plus exposée lors des avancées et des charges de blindés en terrain découvert. Il en fut de même pour la partie supérieure du blindé, celle possédant un grand angle alors que le côté avant était incliné à 60° de la verticale. Sa forme se révélait très particulière car elle fait penser à la proue d'un bateau, ce qui est totalement inédit pour un char de combat.
Enfin, la partie arrière fut recouverte de 60 mm de blindage, à l'exemple de l'IS-2, alors que pour la partie supérieure du châssis, une légère couche de 20 mm fut simplement posée en vue de ne pas surpasser la masse initiale du char et d'éviter de trop surcharger la suspension qui pourrait causer d'autres problèmes imprévus.

## Mobilité
La mobilité de l'IS-3 était similaire à son prédécesseur, l'IS-2, quant à la relation puissance/poids, avec un moteur de 11,18 ch/t face aux 11,30 ch/t de l'IS-2, soit légèrement moins. Cependant, ses défauts de conception, en particulier ceux qui se réfèrent à son nouveau moteur, le V-11-IS-3,, ainsi qu'à la boîte de vitesses, le condamnèrent à souffrir de problèmes divers dès sa mise en service. En 1946, fut instauré un programme de modernisation ayant pour objectif de recenser et de corriger les erreurs de l'IS-3.
Malgré cette modernisation, le concept de char  de combat lourd commençait à devenir obsolète face aux nouveaux chars de combat soviétiques tels que le T-55 qui entrait alors tout juste en service et dont la mobilité, la maniabilité ainsi que la vitesse surpassèrent progressivement les chars lourds Josef Stalin. Le programme de modernisation ne fut pas en mesure d'augmenter la relation puissance/masse de l'IS-3, ce qui entraina son déclin. En effet, il fut retiré de la catégorie des MBT (Main Battle Tanks), autrement dit des principaux chars de combat et sa production déclina progressivement au profit de nouveaux modèles plus performants et modernes.
Durant les années 1950, l'IS-3 subit à nouveau certaines modifications, dont l'une des meilleures fut le remplacement de son ancien moteur V-11-IS-3 par le V-54K-IS qui était de 520 ch à 2000 tours par minute au lieu de 2200 pour la même puissance sur le modèle antérieur. Ce changement améliora de façon notable le rendement de l'IS-3 en matière de performances, car la majorité des problèmes liés alors à l'ancien moteur se résolurent dès que le nouveau fut installé.

## Emploi au combat

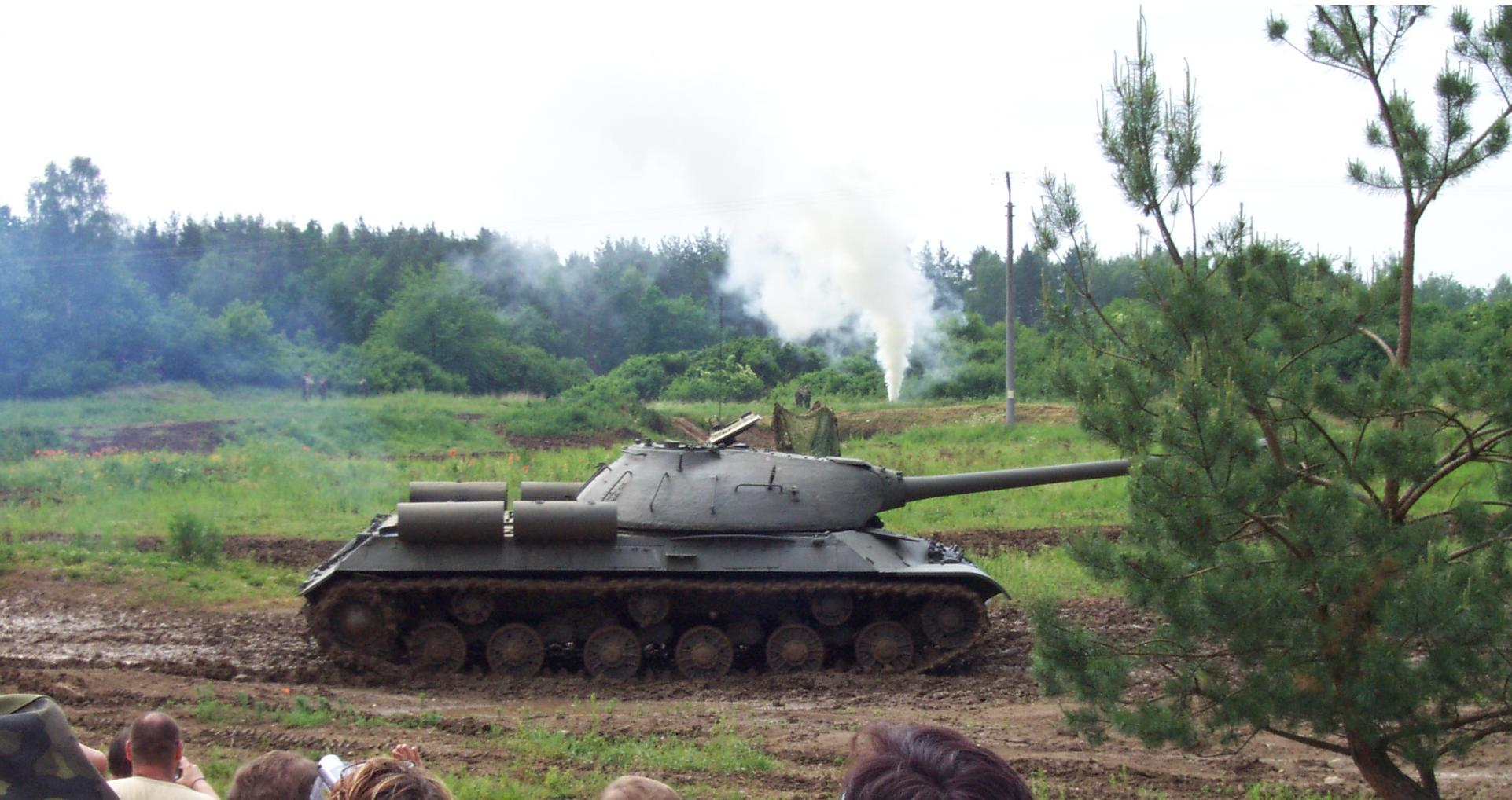
Un char IS-3 en action lors d'une démonstration.

Le débat concernant la participation ou non de l’IS-3 à la bataille de Berlin pendant la Seconde Guerre Mondiale s’est clos au début des années 90, lorsque la chute de l’Union Soviétique a permis d’accéder plus librement aux documents et aux témoins directs, ce qui a permis d’établir que les chars étaient arrivés trop tard sur le front pour pouvoir être utilisés. Cependant, certaines sources affirment que l'IS-3 aurait été employé en Mandchourie contre les forces japonaises, bien que d'autres sources viennent contredire ces affirmations. L’IS-3 apparu publiquement pour la première fois lors du défilé de la victoire soviétique sur le nazisme le 7 septembre 1945.
La première participation attestée des chars IS-3 à un affrontement  a eu lieu lors de l’insurrection de Budapest en 1956, et quelques uns furent détruits dans les combats.
Le 5 juin 1967, les forces israéliennes lancèrent une offensive sur la péninsule du Sinaï durant la guerre des Six Jours et se heurtèrent aux T-34/85, T-54, T-55 et IS-3M égyptiens. Ces derniers posèrent des problèmes considérables aux Israéliens dont non seulement les chars anciens, comme les M4 Sherman, mais aussi les plus récents, comme les Centurions et les M48A2 Patton, avaient des difficultés à pénétrer le blindage à la distance habituelle de combat. Néanmoins, l’avantage des IS-3M Égyptiens était grandement réduit par le manque d’entraînement des équipages, leur système de conduite de tir rudimentaire et leur faible cadence de tir par rapport à leurs opposants Israéliens. La très nette supériorité aérienne dont disposaient ces derniers joua aussi un rôle important dans la défaite égyptienne. 
La guerre coûta à l’Égypte 73 IS-3M détruits ou capturés. Ces derniers furent utilisés pendant un temps par les Israéliens, mais étant peu appréciés des équipages et considérés de faible valeur militaire, ils furent enterrés le long du Jourdain après la guerre du Kippour, afin de servir de fortifications. De leur côté les Égyptiens avaient encore au moins un régiment d’IS-3M en service pendant la guerre de 1973, mais ils ne semblent pas avoir beaucoup combattu.

## Galerie photo de l'IS-3

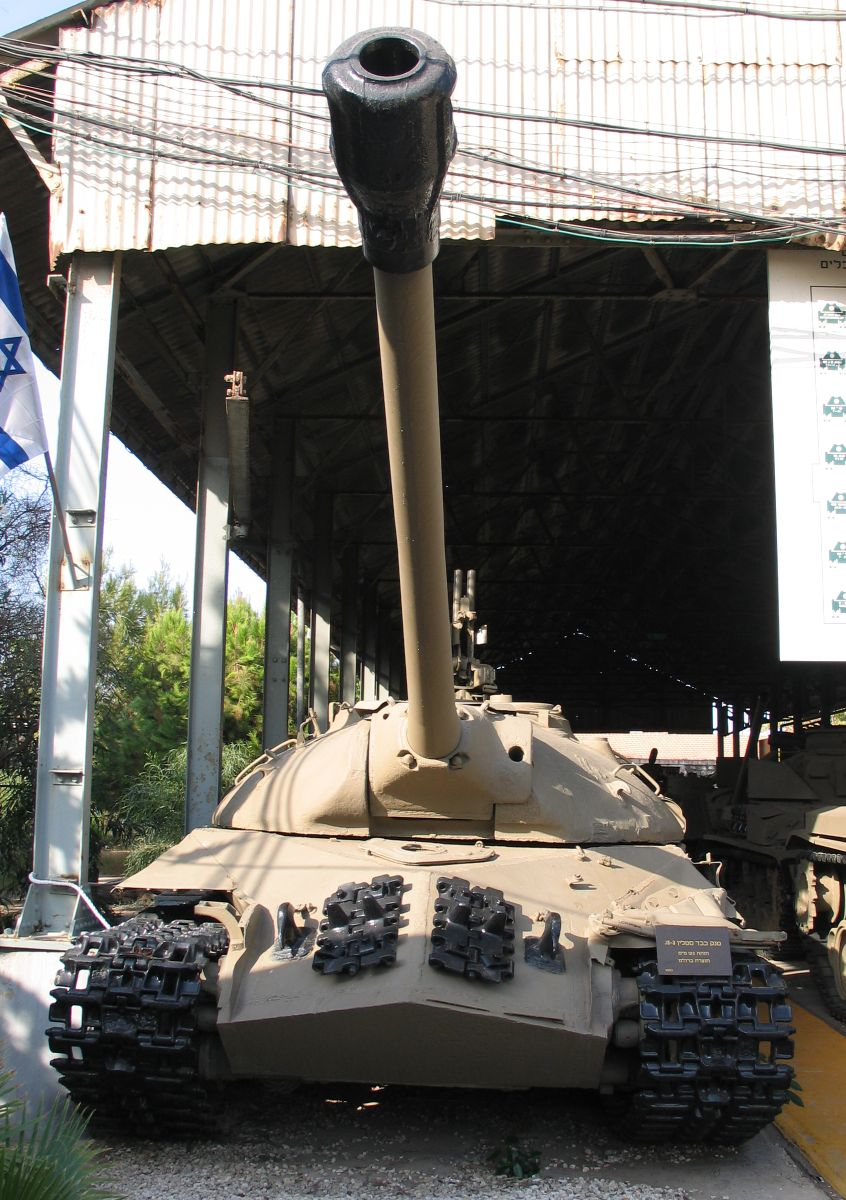
Vue de face d'un char IS-3 israélien exposé au musée Batey ha-Osef en Israël.
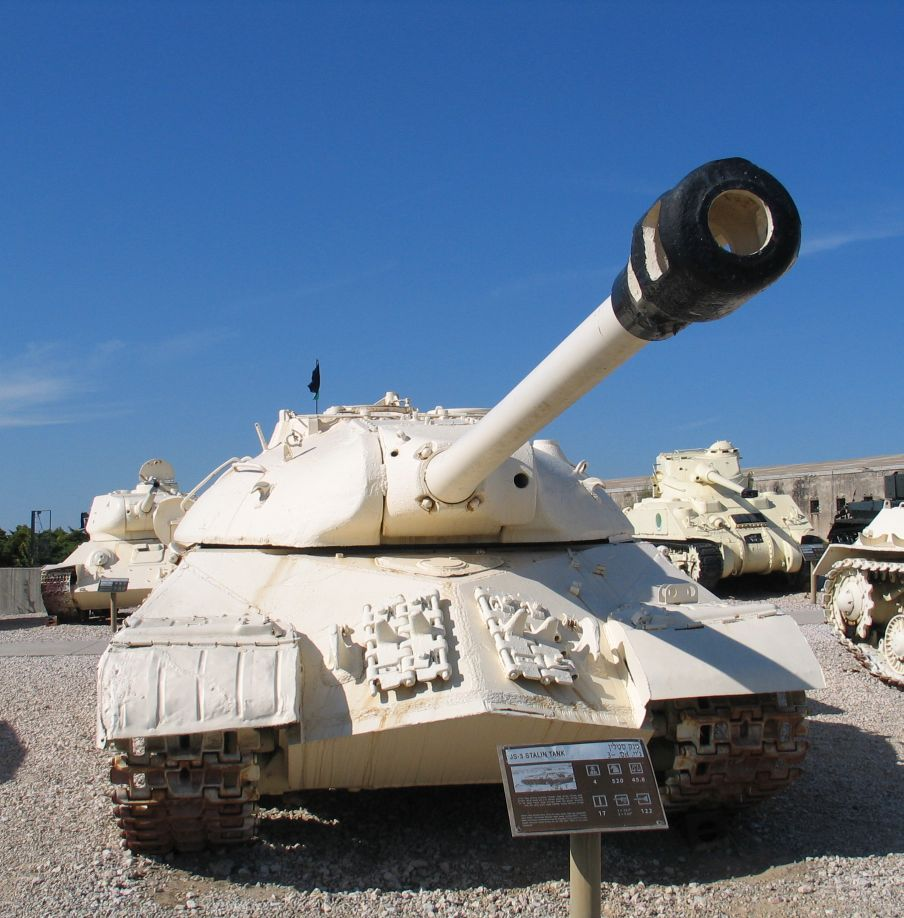
Un IS-3 exposé au musée Yad la-Shiryon en Israël.
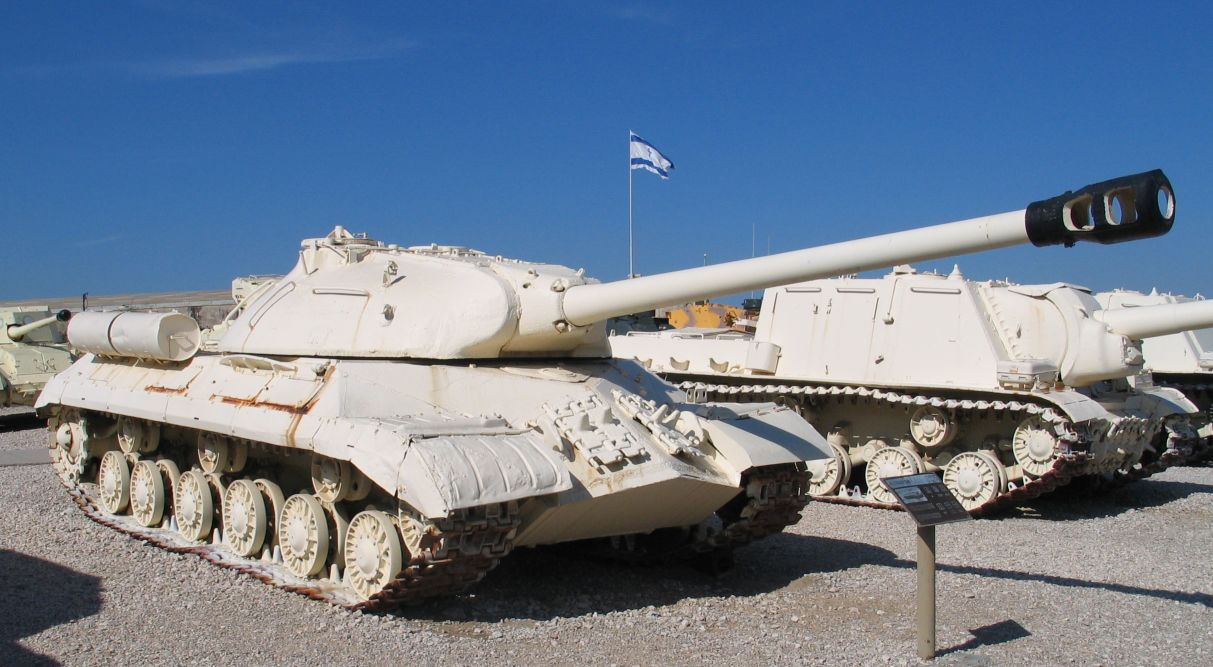
Un char lourd IS-3 exposé au musée Yad la-Shiryon, Israël.
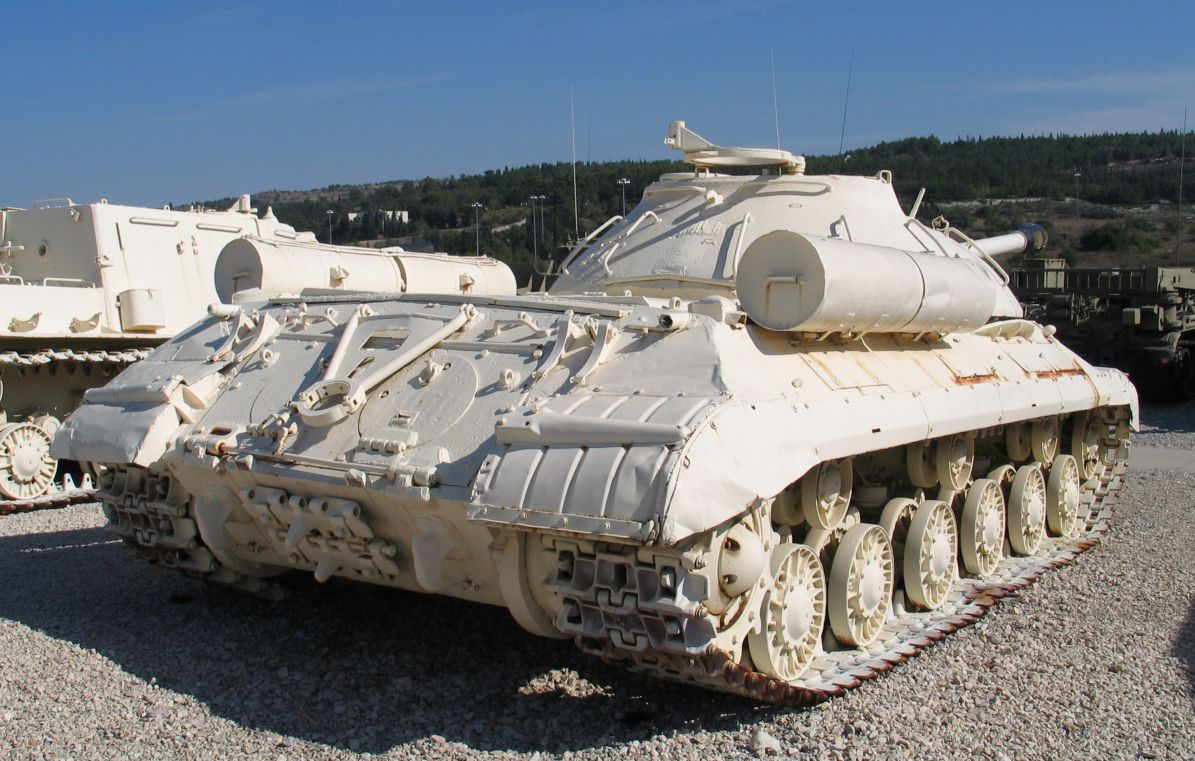
Vue arrière d'un IS-3 exposé au musée Yad la-Shiryon, Israël.
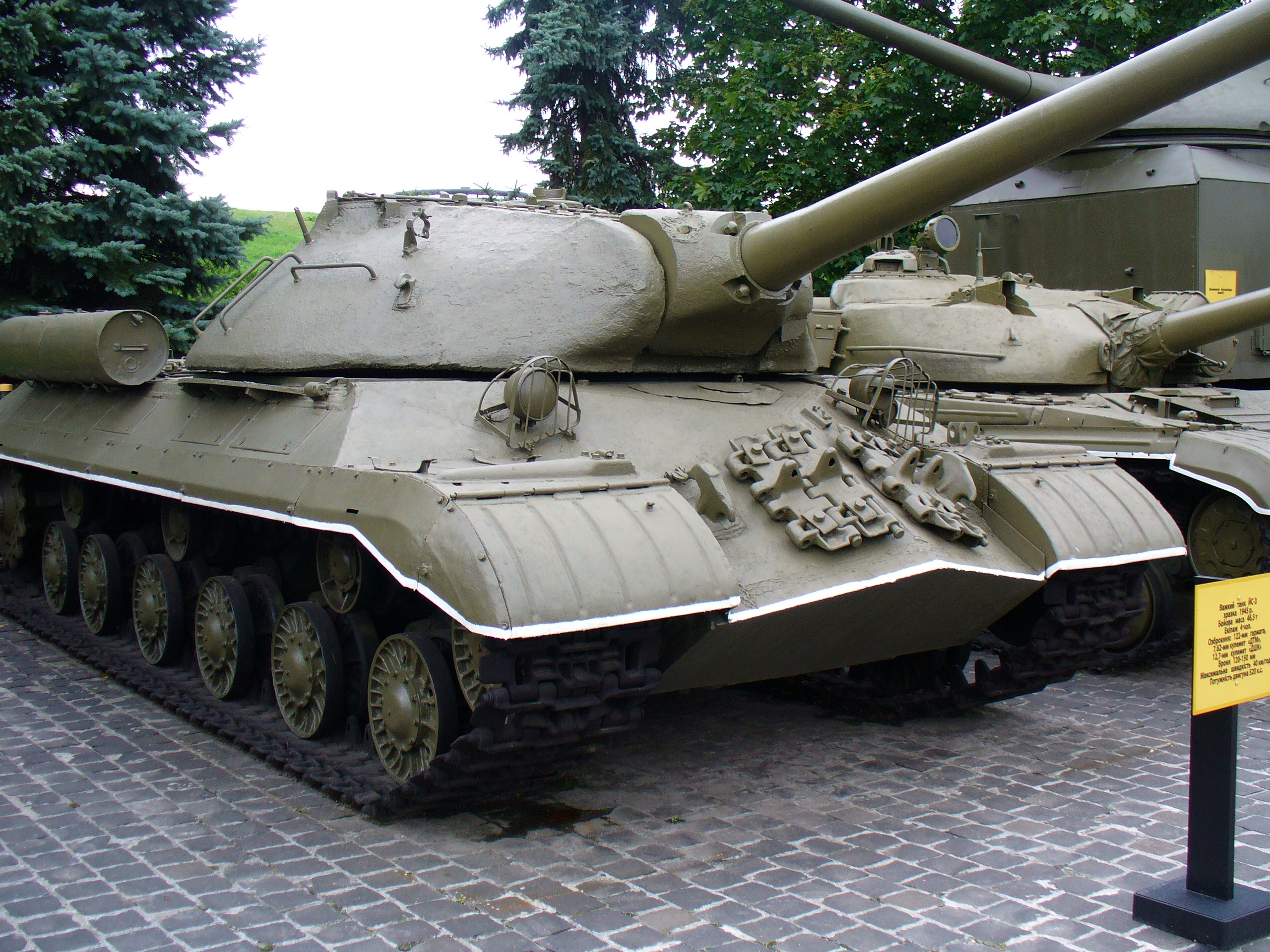
Un char lourd IS-3 exposé au musée des blindés de Kiev en Ukraine.
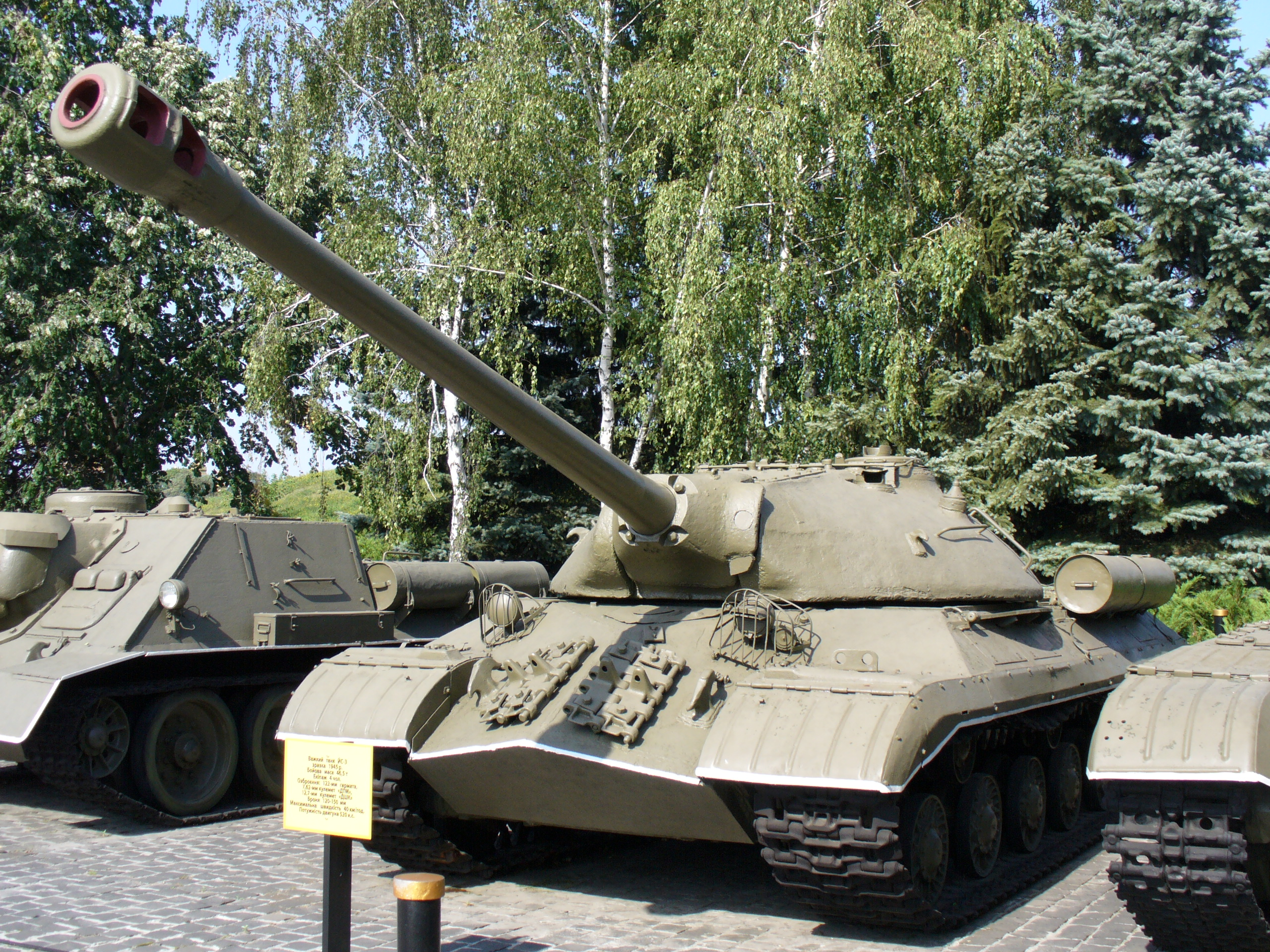
Un IS-3 exposé dans un musée de Kiev, Ukraine.
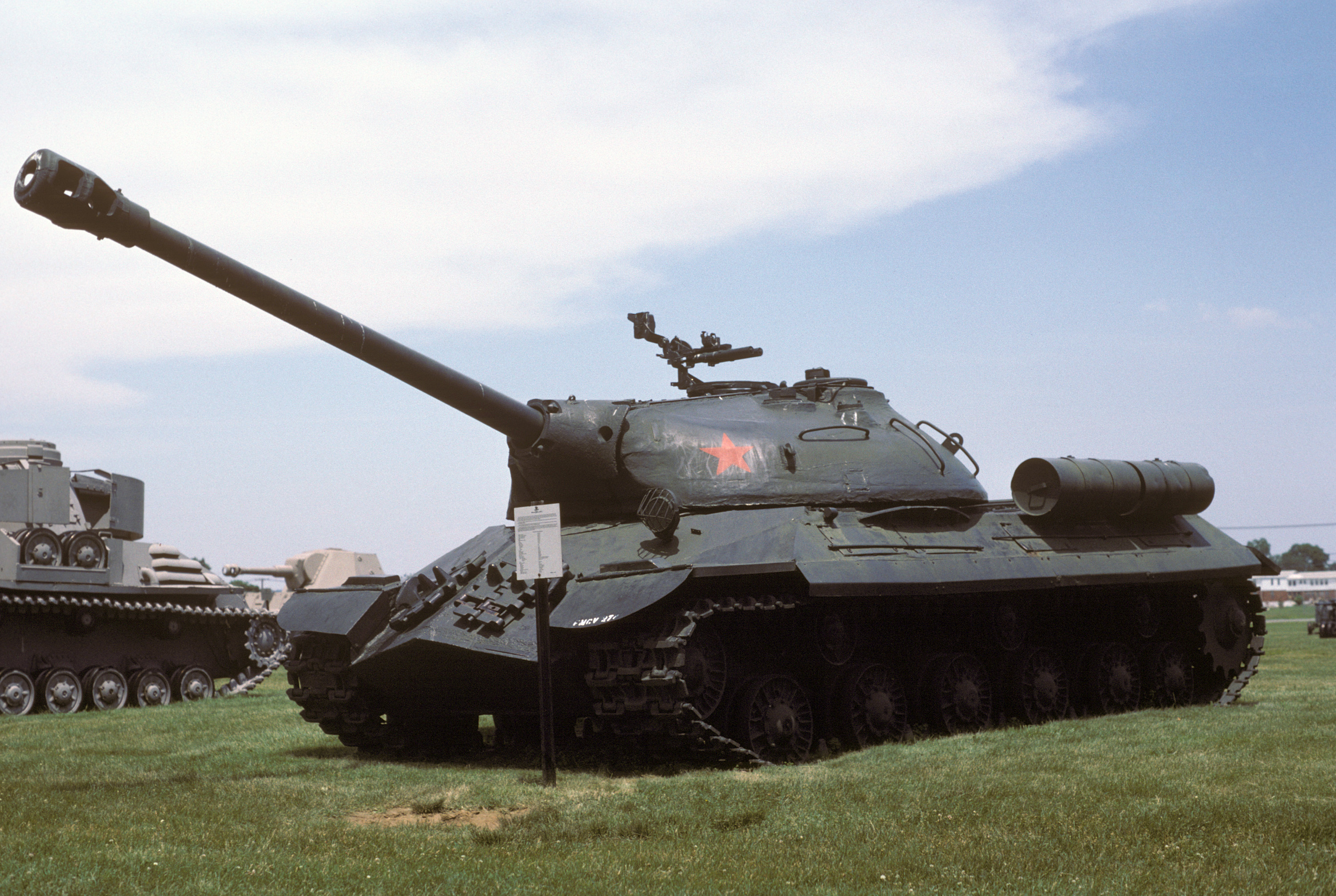
Un char IS-3 soviétique exposé en plein air.
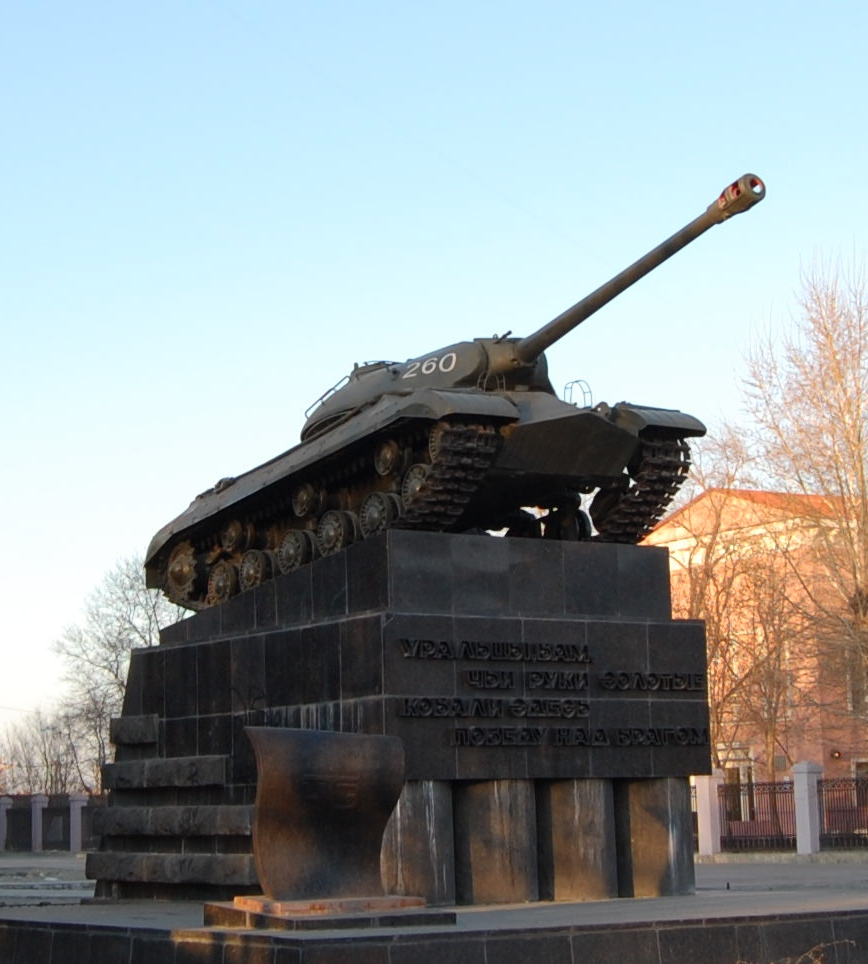
IS-3 à Tcheliabinsk.